# Jeong Sang-bin
Jeong Sang-bin (koreanisch 정상빈; * 1. April 2002 in Cheonan) ist ein südkoreanischer Fußballspieler.

## Karriere

### Verein
Nach der Schulmannschaft der Daejeon Jungang Elementary School wechselte er 2015 direkt in die Jugend der Suwon Samsung Bluewings. Von dort ging er schließlich im Juli 2020 in die erste Mannschaft über. Für eine Ablösesumme von 1,2 Millionen Euro wechselte er schließlich im Januar 2022 zu den Wolverhampton Wanderers nach England. Diese verliehen ihn bis zum Ende der Spielzeit 2022/23 aber erst einmal weiter in die Schweiz an den Grasshopper Club Zürich. Nach der Leihe wechselte er zu Minnesota United in die USA.

### Nationalmannschaft
Mit der U-17-Auswahl Südkoreas nahm Jeong an der Asienmeisterschaft 2018 in Malaysia teil. Die Mannschaft schied im Halbfinale gegen Tadschikistan aus. Er selbst erzielt beim Turnier drei Tore, darunter auch das Siegtor im Viertelfinale gegen Indien. Durch den Einzug ins Halbfinale qualifizierte sich die Mannschaft für die U-17-Weltmeisterschaft 2019 in Brasilien. Jeong gehört dort ebenfalls zum Kader, stand in allen fünf Spielen auf dem Platz und erzielte ein Tor.
Im Sommer 2022 nahm er mit der U-23-Mannschaft an der Asienmeisterschaft in Usbekistan teil. Die Auswahl schied im Viertelfinale gegen Japan aus, Jeong selbst kam in allen drei Gruppenspielen zum Einsatz.
Sein erster Einsatz im Trikot der A-Nationalmannschaft Südkoreas war am 9. Juni 2021 bei einem 5:0-Sieg über Sri Lanka während der Qualifikation für die Weltmeisterschaft 2022. Hier wurde er in der 72. Minute für Kim Shin-wook eingewechselt und erzielte fünf Minuten später sein erstes Länderspieltor zum 5:0-Endstand.